# Nicolás Aráez
Nicolás Aráez López (Alguazas, Murcia, España, 23 de mayo de 1945 — 18 de septiembre de 2009) fue un futbolista español que se desempeñaba como defensa.

## Clubes
| Club           | País   | Año       |
| -------------- | ------ | --------- |
| Rayo Vallecano | España | 1967-1973 |
| C. D. Málaga   | España | 1973-1980 |